# Ambrose Hartwell
Ambrose Walter Hartwell (28 tháng 6 năm 1883 – sau 1911) là một cầu thủ bóng đá người Anh từng thi đấu ở vị trí hậu vệ cho Small Heath (sau đó đổi tên thành Birmingham) và Bradford Park Avenue tại Football League.